# Les Croix de bois
Les Croix de bois is een Franse film van Raymond Bernard die uitgebracht werd in 1932.
Het scenario is gebaseerd op de gelijknamige roman (1919) van Roland Dorgelès. 

## Verhaal
Het verhaal start in Frankrijk aan het begin van de Eerste Wereldoorlog. Iedereen is nog vol vuur en geestdrift om de oorlog tegen Duitsland in enkele maanden te beslechten in het voordeel van Frankrijk. De student rechten Gilbert Demachy is een idealistische patriot die naar het oorlogsfront vertrekt. In de Champagne wordt hij ingedeeld bij allerlei jongemannen van zijn leeftijd die voortaan nog maar één ding gemeenschappelijk hebben: ze zijn nu allemaal soldaat. 
Al gauw worden ze geconfronteerd met de oorlogsgruwel. Ze raken hun illusies kwijt in de loopgraven die bijna onophoudelijk onder vuur komen te liggen door bombardementen en beschietingen. De levensomstandigheden in de loopgraven zijn erbarmelijk en de aanvallen die vele mensenlevens verslinden zijn nodeloos. Ook Demachy verliest zijn idealen in de eindeloze loopgravenoorlog.   

## Rolverdeling
| Acteur          | Personage               |
| --------------- | ----------------------- |
| Pierre Blanchar | soldaat Gilbert Demachy |
| Gabriel Gabrio  | Sulphart                |
| Charles Vanel   | korporaal Breval        |
| Raymond Aimos   | soldaat Fouillard       |
| Antonin Artaud  | soldaat Vieublé         |
| Paul Azaïs      | soldaat Broucke         |
| René Bergeron   | soldaat Hamel           |
| Raymond Cordy   | soldaat Vairon          |
| Marcel Delaître | soldaat Berthier        |